# Ralph Norman
Ralph Norman, född 29 juni 1953 i York County i South Carolina, är en amerikansk republikansk politiker. Han är ledamot av USA:s representanthus sedan 2017.
I juni 2017 besegrade Norman demokraten Archie Parnell i fyllnadsvalet till USA:s representanthus där han efterträdde Mick Mulvaney som hade utsetts till budgetchef.
Han är gift med Elaine Rice och har fyra barn.